# 9364 Clusius
9364 Clusius este o planetă minoră (asteroid), cu un diametru de 11,868 km, din centura de asteroizi. A fost descoperită pe 23 aprilie 1992 la Observatorul European Austral de Eric Walter Elst și a fost numită după Charles de L'Écluse⁠(d). 
Obiectul prezintă o orbită caracterizată de o semiaxă mare de 2,7856313 UAi, o excentricitate de 0,07, o înclinație de 2,70207 ° în raport cu ecliptica.